# نام تو (ترانه)
«نام تو» نوزدهمین تک‌آهنگ Little Glee Monster است. این آهنگ در ۲ مارس ۲۰۲۲ توسط سونی میوزیک انترتینمنت منتشر شد. از این قطعه به‌عنوان تم آغازین نیمهٔ دوم انیمه‌ی مطالعه موردی وانیتاس استفاده شده‌است.